# Autoestrada A40
Die Autoestrada A40, auch Auto-Estrada Olival Basto-Montemor oder Radial de Odivelas genannt, ist mit einer Gesamtlänge von 4,1 Kilometern eine der kürzesten Autobahnen in Portugal und dient als Verbindung zwischen den Autobahnen A9 und A36. Sie verläuft in der Nord-Süd-Richtung im Großraum von Odivelas.

## Verlauf
Die Autobahn entspricht der IC 22. Sie beginnt in der Gemeinde Olival Basto im Landkreis Odivelas an einem Autobahnkreuz mit der A36, der A8 und der Calçada de Carriche, eine der wichtigsten Ein- und Ausfahrtsverkehrsstraßen in die Hauptstadt Lissabon. Vorbeigeführt an der Stadt Odivelas endet die A40 an einem Autobahndreieck mit der A9 nahe Montemor.
Als Teil des Grande Lisboa ist die Autobahn mautpflichtig. Der Betreiber ist Ascendi.

## Geschichte
Die ca. vier Kilometer lange Strecke wurde im Jahr 1998 komplett dem Verkehr übergeben.
| Abschnitt                            | Länge    | Verkehrsübergabe | Stand      |
| ------------------------------------ | -------- | ---------------- | ---------- |
| Olival Basto – Autoestrada A9 (CREL) | 004,1 km | 1998             | In Betrieb |